# 布城首相署

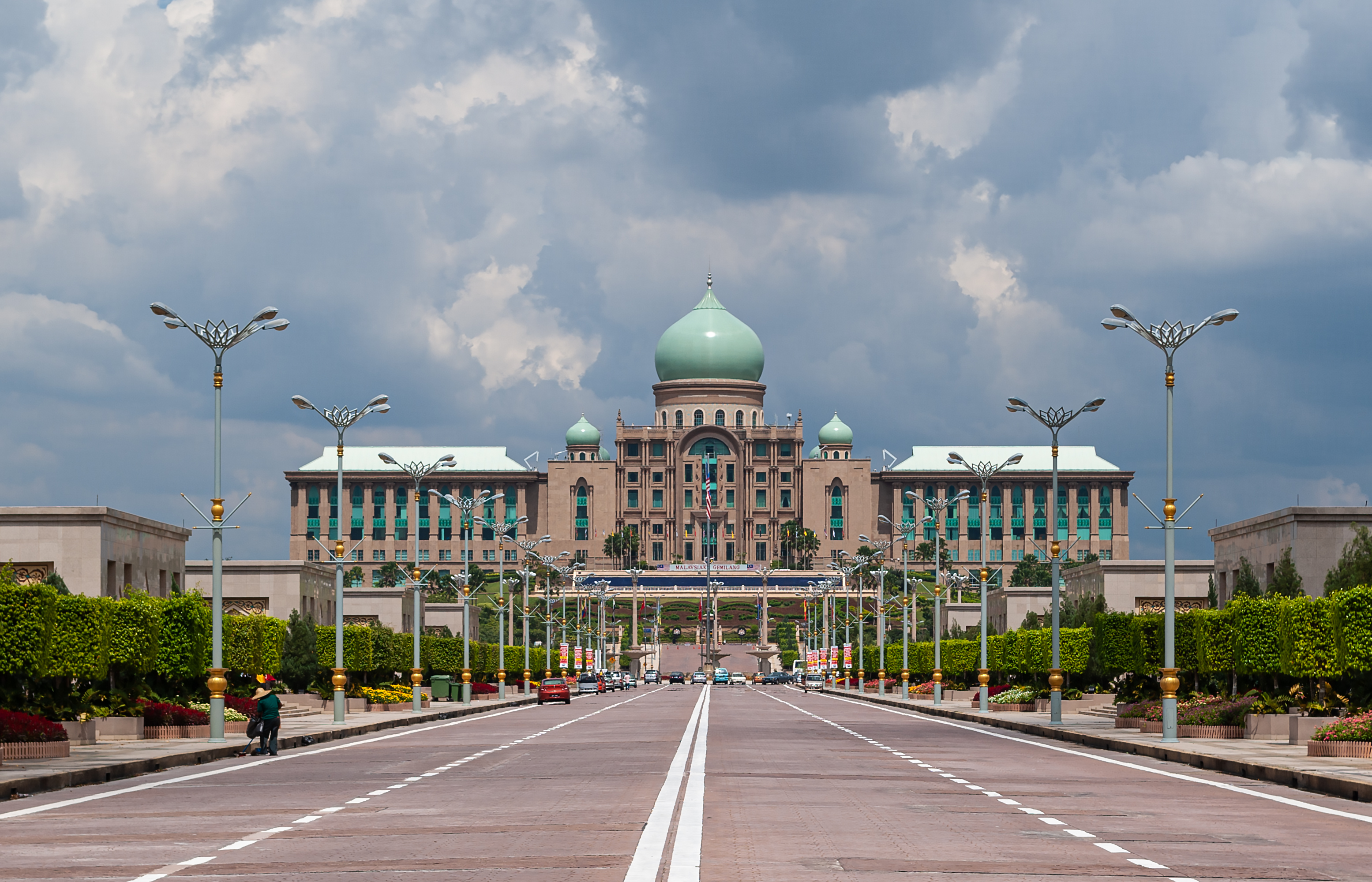
布城首相署日景

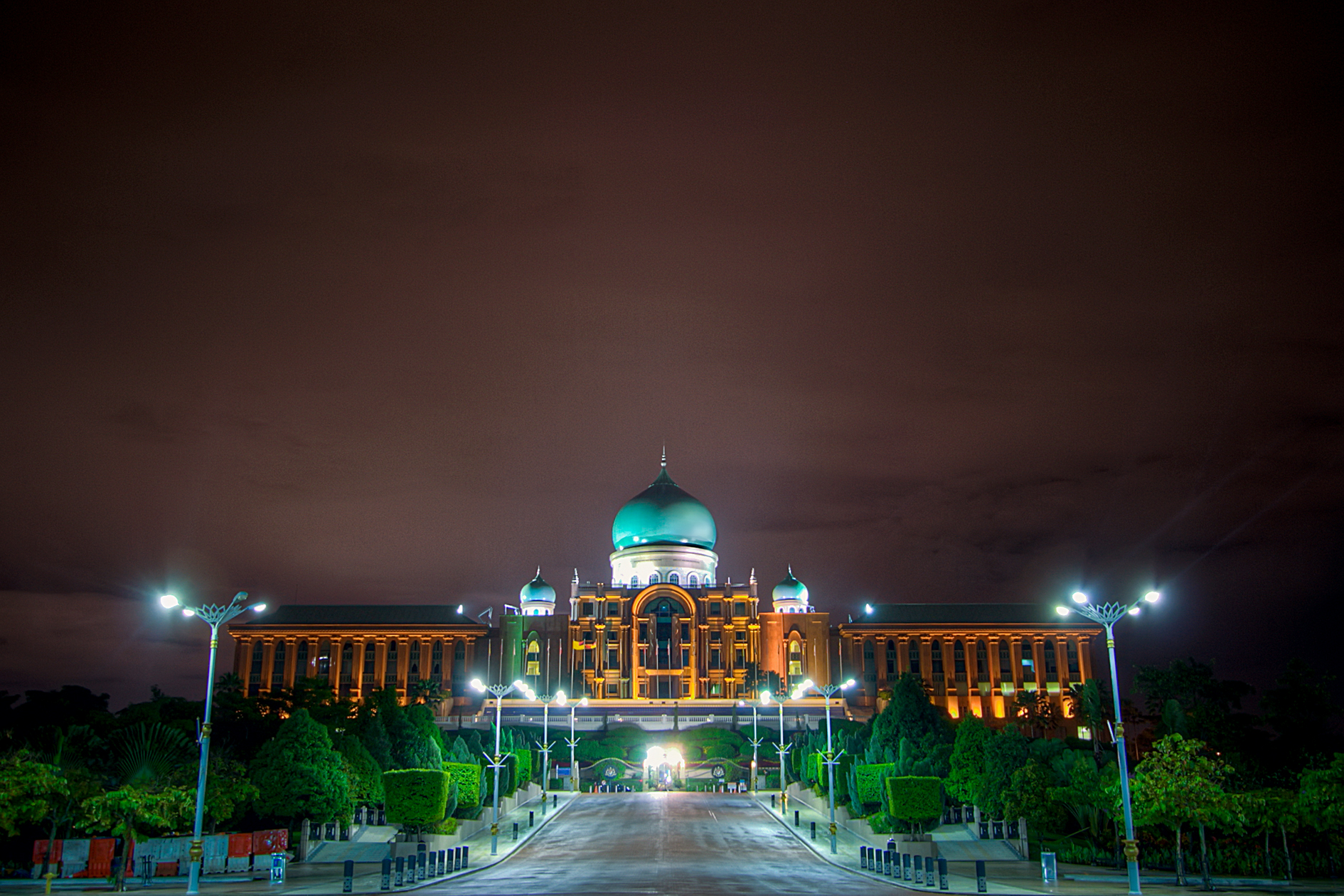
布城首相署夜景

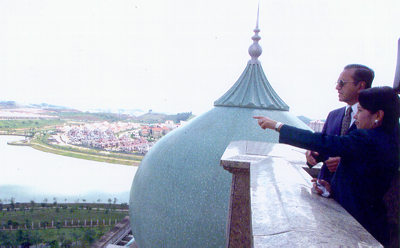
马来西亚首相马哈迪·莫哈末与菲律宾总统格洛丽亚·马卡帕加尔-阿罗约在布城首相署6楼阳台（2001年8月7日）

布城首相署是位于马来西亚行政首都布城联邦直辖区的一座融合西方、马来、帕拉第奥、新古典与伊斯兰风格的建筑物，也是马来西亚首相以及副首相的办事综合建筑物。

## 历史
由于首都吉隆坡土地逐渐不足够和拥挤，因此第4任马来西亚首相马哈迪·莫哈末提议建立和发展布城，将所有的联邦行政机构从吉隆坡搬迁和聚集至布城，并将布城列为行政首都。
布城首相署于1997年开始施工和动土，并于1999年初完成。1999年4月，吉隆坡首相署办公室正式从吉隆坡搬迁至这座位于布城的布城首相署。

## 建筑内部
布城首相署分为3大部分，即主要大楼（Central Main Block）、西翼（West Wing）以及东翼（East Wing）。
- 主要大楼（Central Main Block）
  - 首相办公室
- 西翼（West Wing）
  - 副首相办公室
  - MiGHT
  - 政府顾问委员会办公室
- 东翼（East Wing）
  - 政府政务秘书长办公室
  - 内阁
  - 实施协调单位（ICU）

除此之外，布城首相署的其他主要办公室、房间与大厅包括：
- 大型会议厅
- 小型会议厅
- 观景台
- 外国代表团招待室
- VIP宴会厅
- 国家安全部（国安部）办公室
- 国家经济行政理事会办公室